# Alysia zaykovi
Alysia zaykovi är en stekelart som beskrevs av Fischer 1994. Alysia zaykovi ingår i släktet Alysia och familjen bracksteklar. Inga underarter finns listade i Catalogue of Life.